# Stylephorus chordatus
Stylephorus chordatus (Shaw, 1791) è un pesce osseo marino unico rappresentante della famiglia Stylephoridae e dell'ordine Stylephoriformes.

## Distribuzione e habitat
Questo pesce è diffuso in tutti gli oceani nelle fasce tropicali e subtropicali. Ha abitudini mesopelagiche. Si può incontrare tra 300 e 600 metri di profondità nelle ore notturne mentre di giorno, a causa della migrazione nictemerale scende a 625-800 metri.

## Descrizione
L'aspetto di questo pesce è alquanto strano: il corpo è sottile e nastriforme, compresso ai lati. La bocca, piccola ma estensibile e armata di piccoli denti, è posta su un muso tubiforme. Gli occhi sono grandi e tubolari, sporgenti verso l'alto. Le pinne pettorali hanno 10-11 raggi, le pinne ventrali sono ridotte a 1 singolo raggio. La pinna dorsale parte da subito dietro la testa per giungere al peduncolo caudale; è composta da 110-122 raggi. La pinna caudale è divisa in due parti, la parte inferiore ha due raggi lunghissimi. Il colore è argenteo con la testa violacea.

## Biologia
Nuota con la testa verso l'alto, in posizione verticale.

### Alimentazione
Si nutre di copepodi.